# Garda de corp
Yojimbo este un film japonez din 1961, regizat de Akira Kurosawa.